# مسجد مدريد المركزي

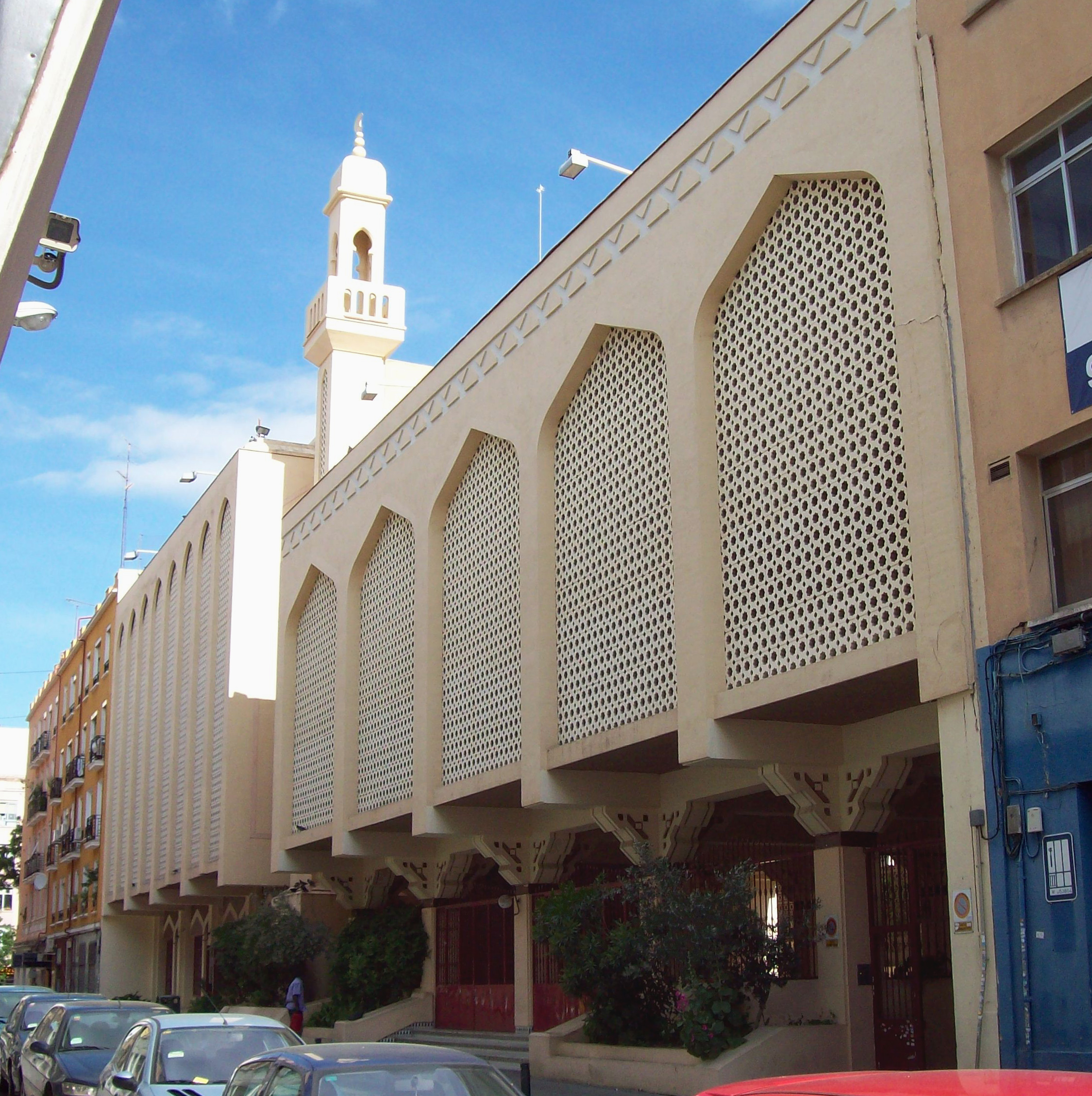
واجهة المسجد

مسجد مدريد المركزي (بالإسبانية: Mezquita Central de Madrid)‏ أو مسجد أبي بكر (بالإسبانية: Mezquita Abu-Bakr)‏ هو مسجد يقع في حي كواترو كامينوس بضاحية تطوان في العاصمة الإسبانية مدريد.

## تاريخ المسجد
قام بتصميم المسجد المهندس الإسباني خوان مورا، وافتتح سنة 1988، وكان بذلك أول مسجد في العاصمة الإسبانية منذ غزاها القشتاليون بقيادة ألفونسو السادس سنة 1085.
والمسجد الآن هو مقر اتحاد التجمعات الإسلامية في إسبانيا وللتجمع الإسلامي في مدريد، ويرتبط المسجد باتفاقية تعاون مع الحكومة الإسبانية من خلال المفوضية الإسلامية في إسبانيا.

## وصف المسجد
يتكون مسجد مدريد المركزي من أربعة طوابق، ويحتوي على مسجد ومكاتب إدارية وحضانة أطفال ومدرسة ومكتبة وقاعة محاضرات ومتجرًا، ويضطلع بإقامة الصلوات والأعمال الخيرية والتعليمية والثقافية والاجتماعية، وقد وقعت إدارة المسجد اتفاقية مع جامعة الأزهر لتدريب وتوفير الأئمة.